# Rikuo Mochizuki
Rikuo Mochizuki (リクオ望月 Mochizuki Rikuo?,  1940) es un botánico japonés.

## Algunas publicaciones

### Libros
- akira Miyawaki, shigetoshi Okuda, rikuo Mochizuki. 1978. Nihon shokusei benran (Vegetación de Japón). Ed. Masao Kitagawa & Shibundō, 850 pp.

- -------------------, kazue Fujiwara, rikuo Mochizuki, yokohama Shokusei Gakkai. 1977. Ubayashiki no shokusei (Vegetación y enfermedades fúngicas). Vol. 7 Bull. of the Yokohama Phytosociological Soc. Ed. Yokohama Shokusei Gakkai, 82 pp.
- La abreviatura «Mochizuki» se emplea para indicar a Rikuo Mochizuki como autoridad en la descripción y clasificación científica de los vegetales.[2]